# Manoir Rouville-Campbell
Le Manoir Rouville-Campbell est un lieu historique à vocation hôtelière situé à Mont-Saint-Hilaire en Montérégie, au Québec (Canada). Il bénéficie d'un statut d'immeuble patrimonial classé depuis 1979.

## Situation
Le Manoir est situé sur la rive est de la rivière Richelieu, au pied du mont Saint-Hilaire, à environ 30 kilomètres à l'est de Montréal.
Son adresse est le 125, chemin des Patriotes Sud.

## Histoire
En 1694, Jean-Baptiste Hertel de Rouville reçoit la seigneurie de Rouville en récompense de ses exploits militaires. Son descendant, Jean-Baptiste-René Hertel de Rouville hérite en 1817 de la seigneurie. En 1832, il fait construire le Manoir, un bâtiment d'inspiration classique, dont le carré de deux étages est surmonté d'un fronton triangulaire. En 1844, en proie à des problèmes financiers, il met en vente la seigneurie de Rouville incluant le mont Saint-Hilaire. Informé de la vente, le major Thomas Edmund Campbell s'empresse de l'acheter et y déménage sa famille. En 1853, Campbell engage l'architecte Frederick Lawford pour transformer le manoir en employant un style néogothique d'inspiration Tudor. Les travaux, qui doublent la superficie du manoir, se terminent en 1860.

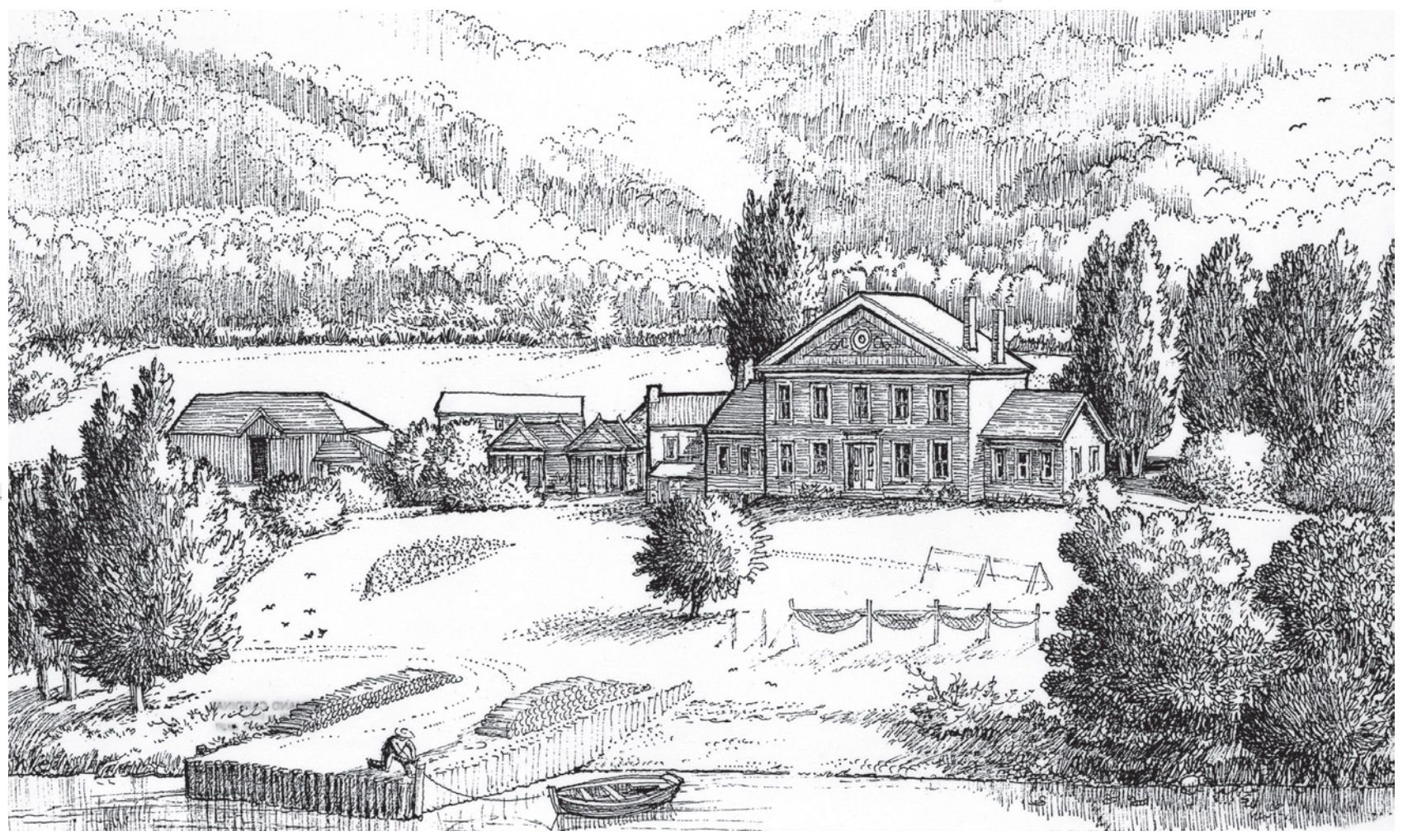
Le Manoir de Rouville, 1841
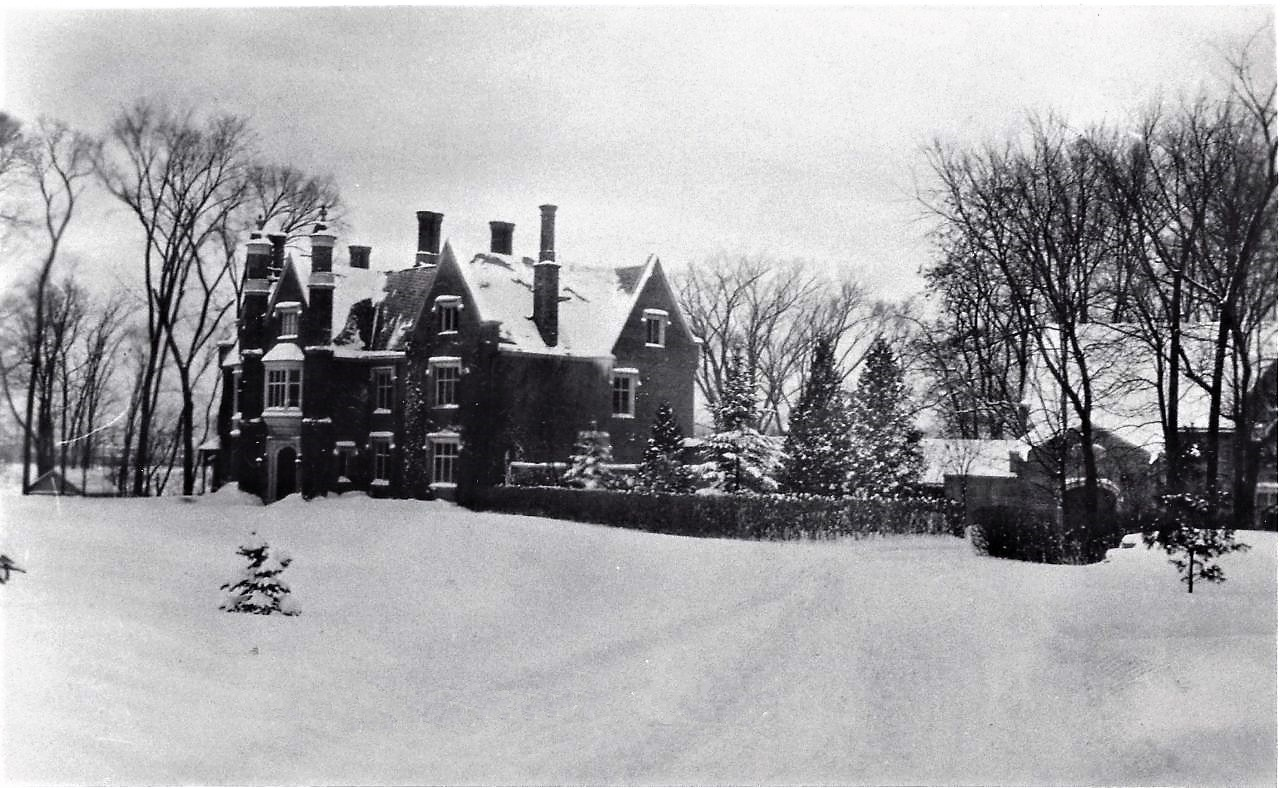
Manoir Campbell, 1901

Le manoir reste entre les mains de la famille Campbell jusqu'en 1955. Puis le manoir connaît plusieurs propriétaires et un certain abandon. En 1969, le peintre et sculpteur Jordi Bonet s'en porte acquéreur, y crée un centre d'art et entreprend de redonner au manoir son lustre d'antan. Il démarche auprès du gouvernement du Québec pour faire classer le manoir comme bien patrimonial, ce qui sera réalisé en 1977 pour le manoir et en 1979 pour l'aire de protection autour du manoir.
En 1986, l'hôtelier Yves Dion devient propriétaire de l'ensemble. Le manoir et ses écuries sont transformés en hôtel de luxe.
En 1991, Jacques et Carmen Daigle prennent la relève.
En 1996, Yvon Deschamps et Judi Richards font l'acquisition du manoir. L'humoriste présente dans une salle du manoir des spectacles d'humour.
En 2006, la famille Imbeau prend les rênes du domaine et construit un bâtiment en annexe qui porte la capacité de l'hôtel de 30 à 70 chambres. En 2022, elle met l'hôtel en vente et approche la Ville de Mont-Saint-Hilaire pour une éventuelle cession. Au mois d'avril, la Ville annonce que le manoir lui a été offert en don. Un scénario possible serait que la Ville y installe la mairie.

## Architecture

### Site
Le site du manoir Rouville-Campbell est constitué d'une résidence et d'écuries en brique rouge ainsi que d'un préau. Les constructions et leur implantation pittoresque au milieu de jardins et de boisés sont en filiation avec les manoirs de style Tudor de la campagne britannique du xvie siècle. L'architecte Frederick Lawford s'inspire d'ailleurs de la demeure ancestrale des Campbell en Écosse.
Le site offre des vues sur le mont Saint-Hilaire, la rivière Richelieu et les éléments paysagers du domaine.

### Résidence

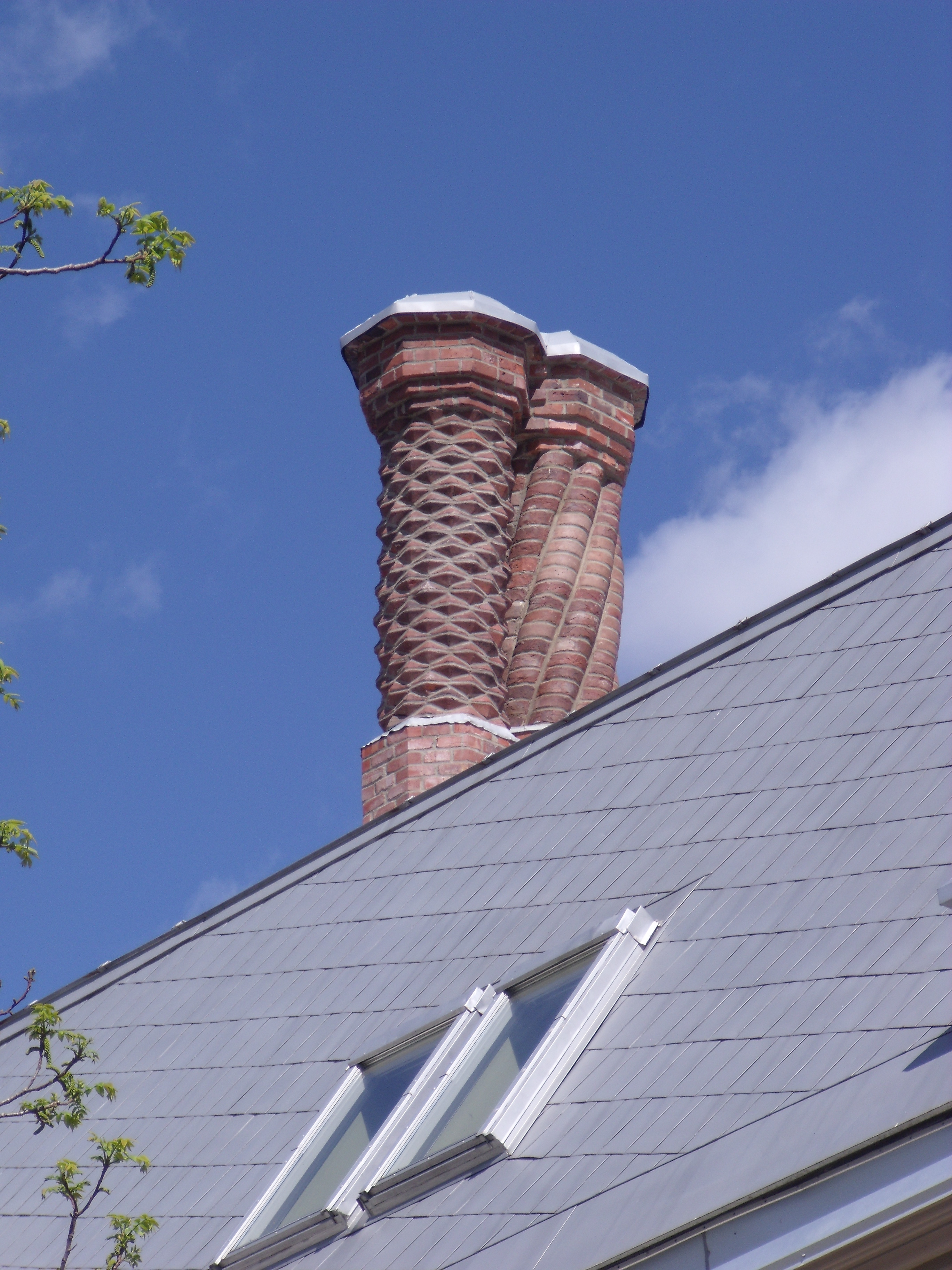
Cheminées en brique ouvragée et toiture de tôle à la canadienne.

Intégrant l'ancienne résidence seigneuriale de Rouville, le bâtiment d'habitation est de style néogothique. Il est de plan irrégulier, avec des avant-corps. Cet avant-corps comprend un porche ceint de deux tourelles octogonales. Haute de deux étages et demi, la résidence est surmontée d'une toiture à versants multiples, dont les pignons sont eux-mêmes coiffés d'un gable ou de cheminées en brique ouvragée. La toiture est recouverte de tôle à la canadienne.
Les murs sont faits de trois épaisseurs de brique rouge jouant une fonction structurale, avec des ornements de bois imitant la pierre. Plusieurs des ouvertures sont des fenêtres en baie à un ou plusieurs meneaux.
La division des pièces conserve son intégrité. Elle est représentative des demeures bourgeoises du xixe siècle. Le salon, orné de marqueterie, occupe la largeur du rez-de-chaussée. On y accède par un hall central, précédé d'un vestibule. Un soin particulier est accordé à la décoration des pièces de réception : arches ornées de colonnettes et de remplages, foyers de pierre ou de fonte ainsi que moulures et appliques de plâtre.

### Écuries et préau

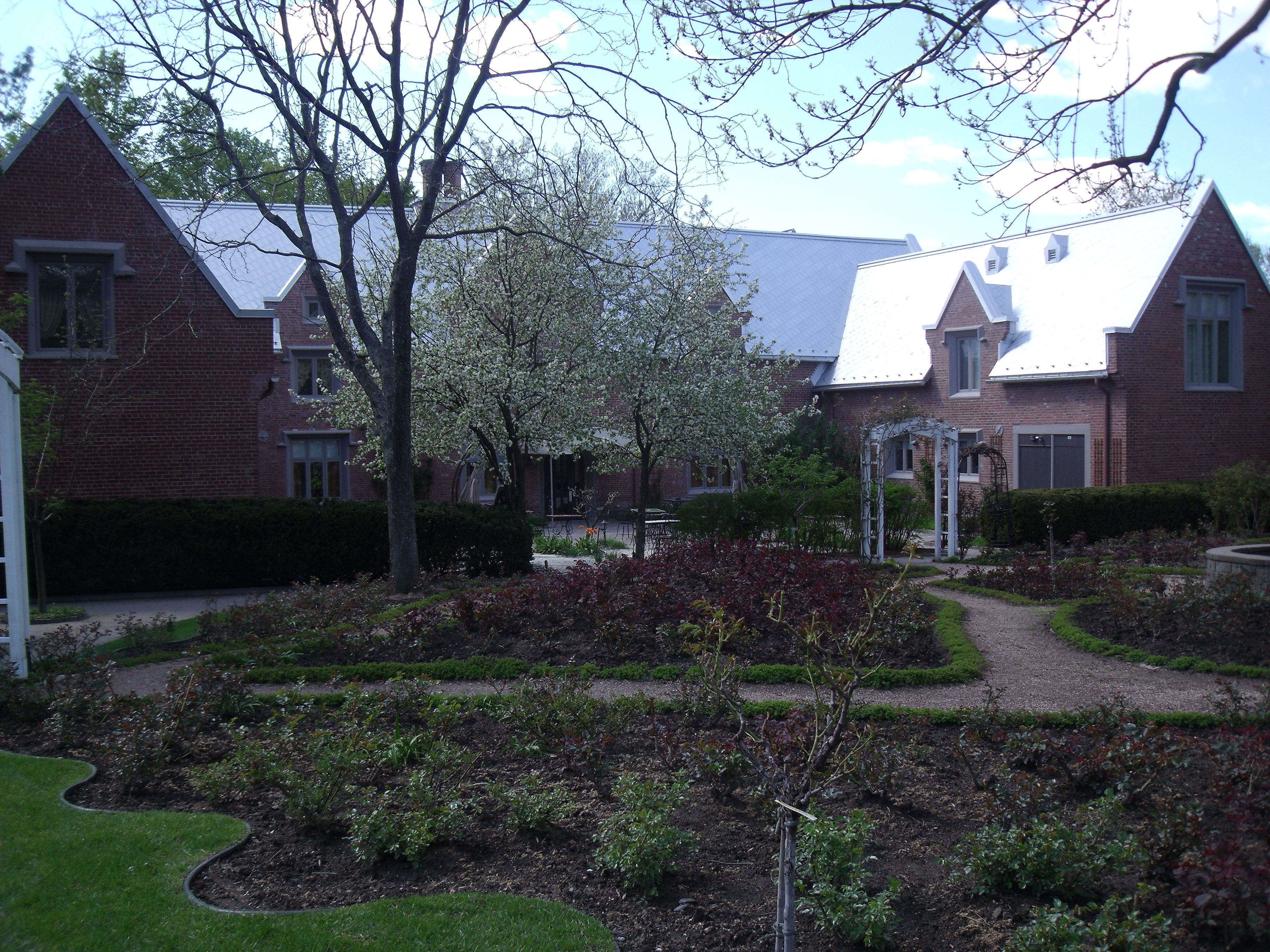
Les écuries du manoir.

Les écuries sont construites dans le même style que la demeure, selon un plan en « L ». Hautes d'un étage et demi, leur toiture est recouverte de tôle à baguette. Le préau prolonge les écuries en appentis. Il est constitué d'une colonnade en fonte.

### Rénovation et restauration
Après l'acquisition du domaine par Yves Dion, le site est transformé en complexe hôtelier. Près du quart de la maçonnerie est refaite, les boiseries sont remplacées, les appliques de plâtre sont restaurées. Un ascenseur est installé dans la résidence. Des cuisines et une salle à manger sont installées dans les écuries. Le préau, ouvrant sur la salle à manger, est fermé par un mur-rideau.

## Propriétaires
- 1832 à 1844 : Jean-Baptiste-René Hertel de Rouville
- 1844 à 1955 : Thomas Edmund Campbell et famille
- 1955 à 1969 : plusieurs propriétaires
- 1969 à 1986 : Jordi Bonet et famille
- 1986 à 1991 : Yves Dion, hôtelier
- 1991 à 1996 : Jacques et Carmen Daigle[9]
- 1996 à 2006 : Yvon Deschamps et Judi Richards
- 2006 à 2022 : Groupe Gestion G5 (André Imbeau)
- 2022 : Ville de Mont-Saint-Hilaire

## Galerie

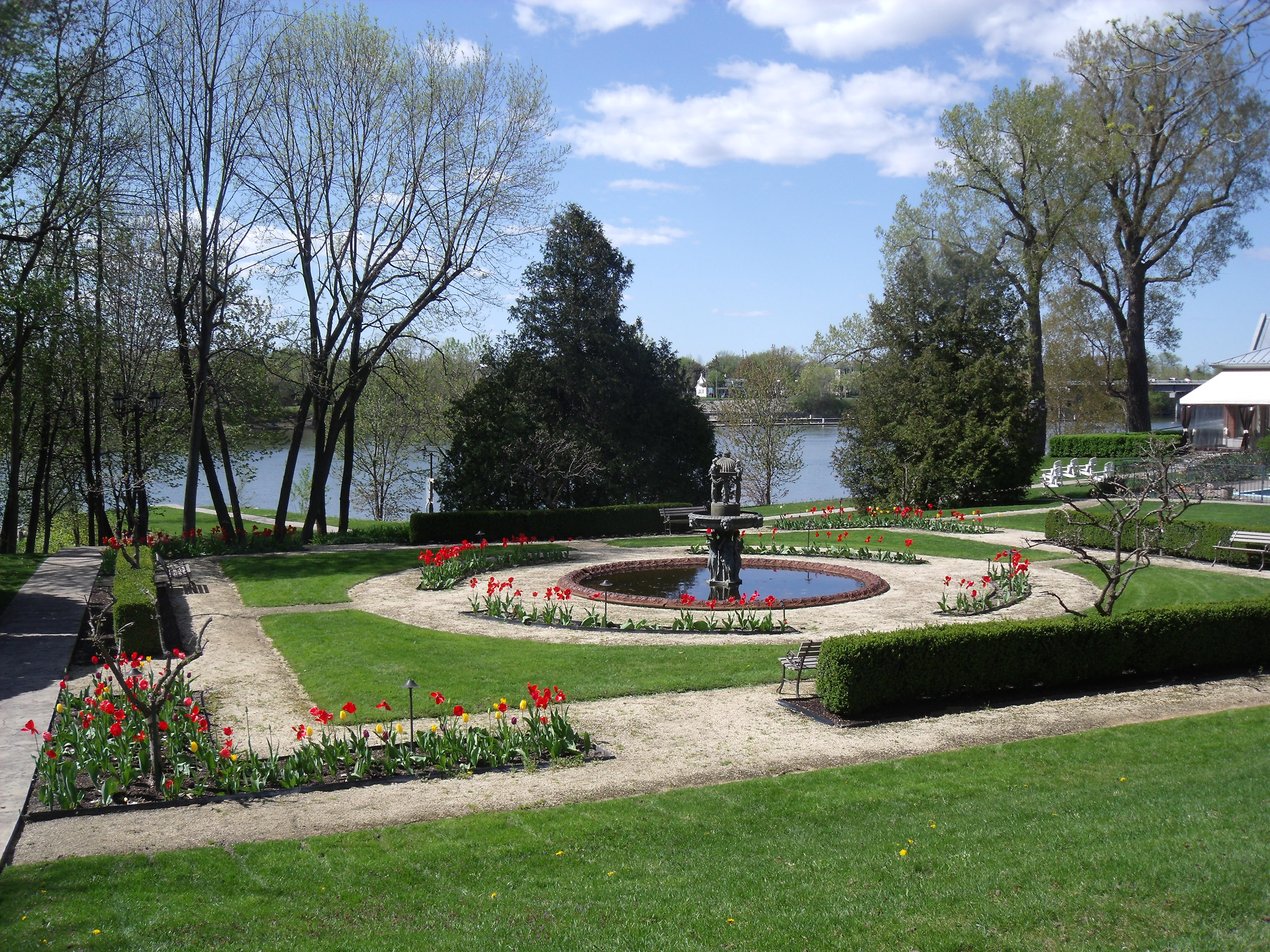
Jardin à la française
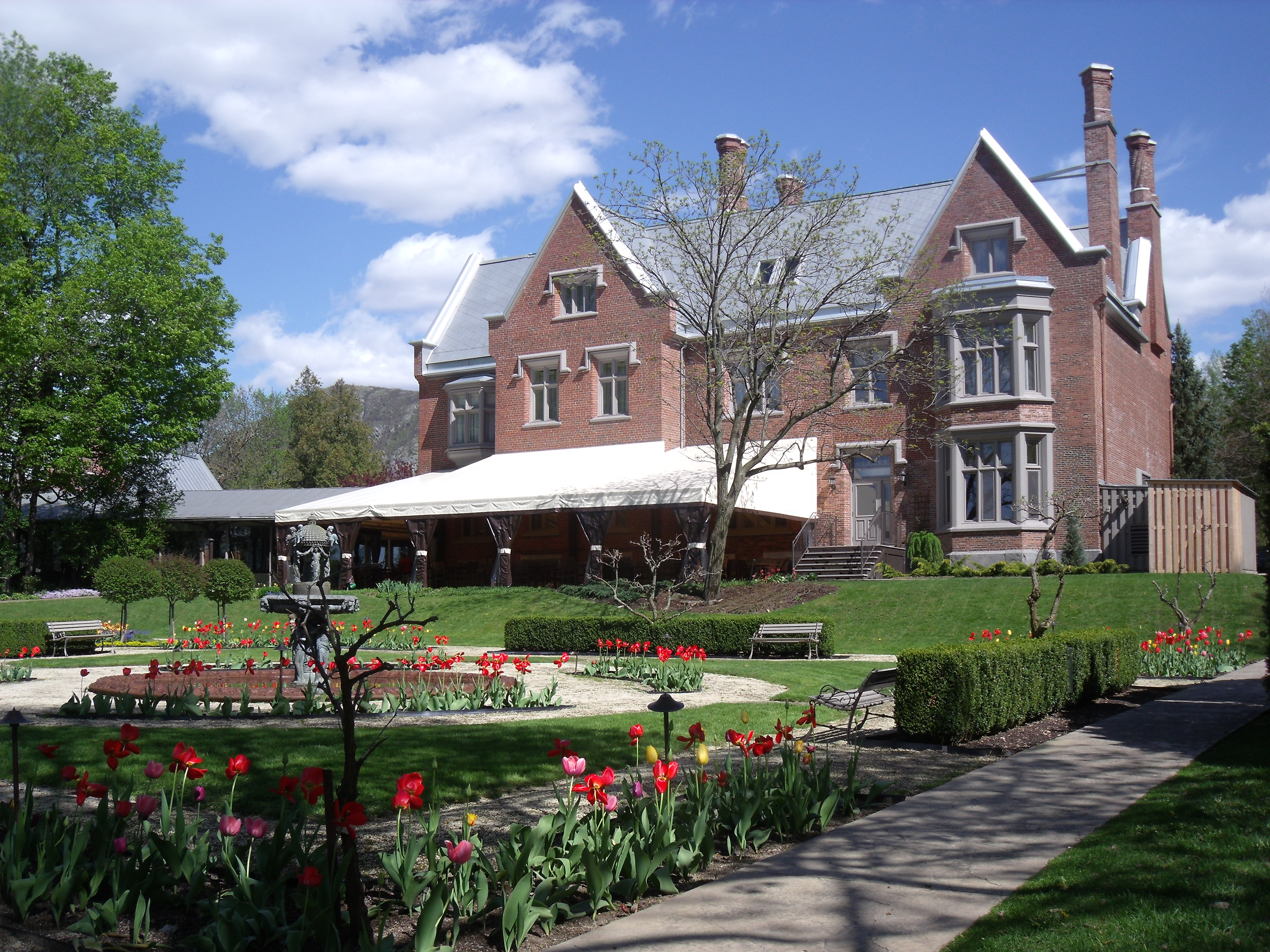
Vue du jardin
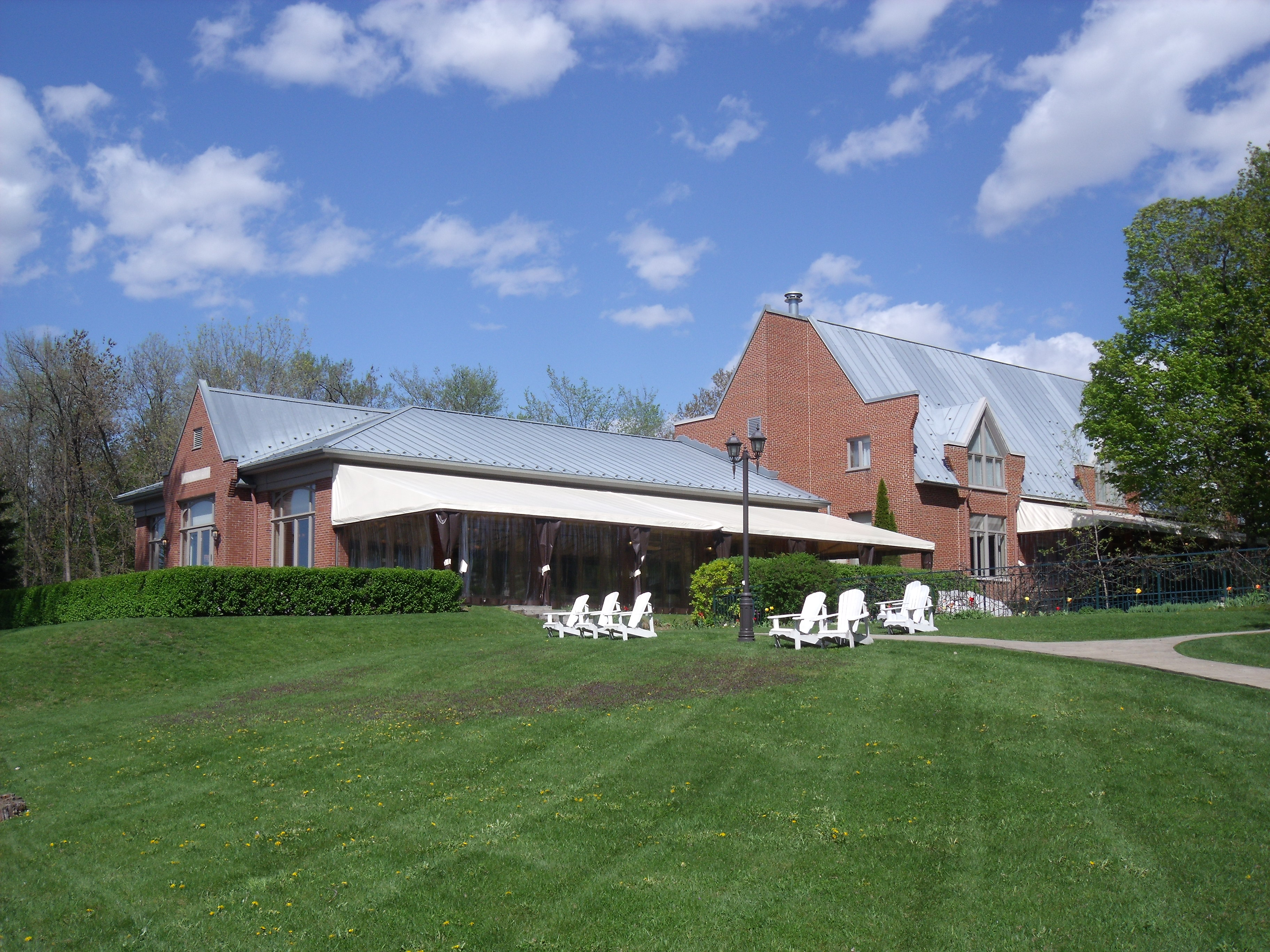
Orangerie